# Charles Adkins (Politiker)

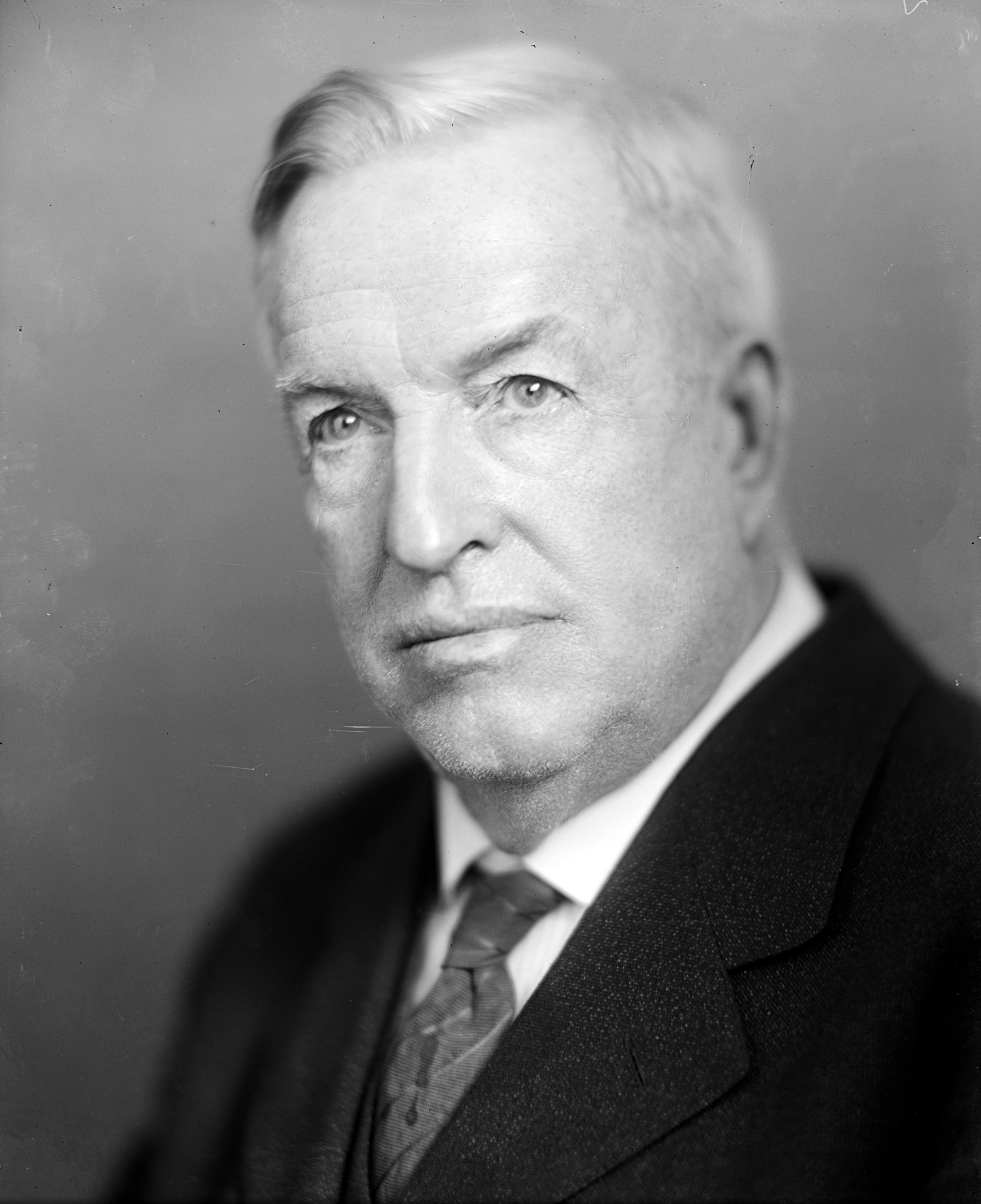
Charles Adkins

Charles Adkins (* 7. Februar 1863 im Pickaway County, Ohio; † 31. März 1941 in Decatur, Illinois) war ein US-amerikanischer Politiker. Zwischen 1925 und 1933 vertrat er den Bundesstaat Illinois im US-Repräsentantenhaus.

## Leben
Charles Adkins besuchte die öffentlichen Schulen seiner Heimat und arbeitete danach für einige Jahre als Lehrer. Im Jahr 1885 zog er in das Piatt County in Illinois, wo er in der Landwirtschaft tätig wurde. In seiner neuen Heimat wurde er Präsident des Piatt County Farmers‘ Institute. Zwischen 1900 und 1920 saß er im Bildungsausschuss der Stadt Bement. Politisch wurde er Mitglied der Republikanischen Partei. Von 1902 bis 1906 gehörte er dem Bezirksrat im Piatt County an. Zwischen 1907 und 1913 war er Abgeordneter im Repräsentantenhaus von Illinois; seit 1911 war er als Nachfolger von Edward D. Shurtleff dessen Präsident. In den Jahren 1914 und 1915 leitete Adkins die Viehzüchtervereinigung in Illinois; von 1916 bis 1920 war er Landwirtschaftsminister seines Staates. Seit 1918 lebte er in Decatur.
Bei den Kongresswahlen des Jahres 1924 wurde Adkins im 19. Wahlbezirk von Illinois in das US-Repräsentantenhaus in Washington, D.C. gewählt, wo er am 4. März 1925 die Nachfolge von Allen F. Moore antrat. Nach drei Wiederwahlen konnte er bis zum 3. März 1933 vier Legislaturperioden im Kongress absolvieren. Diese waren seit 1929 von den Ereignissen der Weltwirtschaftskrise geprägt. Im Jahr 1932 wurde er nicht wiedergewählt. Nach dem Ende seiner Zeit im US-Repräsentantenhaus ist Adkins politisch nicht mehr in Erscheinung getreten. Er starb am 31. März 1941 in Decatur.